# Sybra constricticollis
Sybra constricticollis là một loài bọ cánh cứng trong họ Cerambycidae.